# Gary Reasons
Gary Phillip Reasons (Crowley, 18 de fevereiro de 1962) é um ex-jogador profissional de futebol americano estadunidense. Ele foi campeão da temporada de 1986 da National Football League jogando pelo New York Giants.